# Barbara Bouchetová
Barbara Bouchetová, rodným jménem Barbara Gutscherová (* 15. srpna 1943 Liberec) je německo-americká herečka.
Hrála sekretářku Moneypenny v „neoficiální“ bondovce Casino Royale z roku 1967 či paní Schermerhornovou ve filmu Gangy New Yorku Martina Scorseseho z roku 2002. Objevila se též v italské komedii Kachna na pomerančích (1975), italském hororu Muka neviňátek (1972), televizním válečném dramatu Šarlatový a černý (1983) a jedné epizodě seriálu Star Trek (2 sezóna, 21. díl/1968). Celkem má na svém kontě přes 80 filmových a televizních rolí.
Žije dlouhodobě v Itálii.